# Hans Bollongier

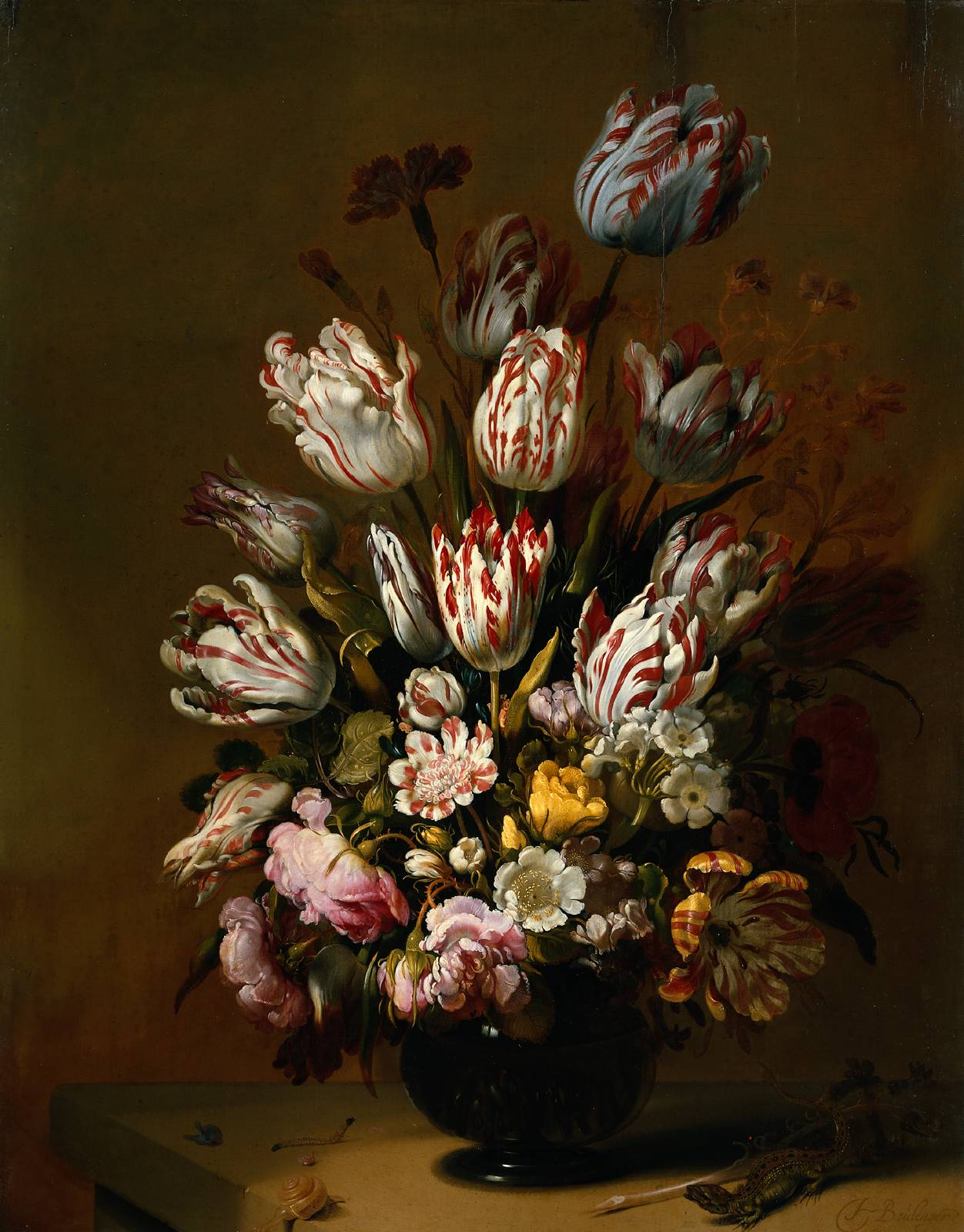
Martwa natura z kwiatami, 1639

Hans Gillisz. Bollongier  lub Boulenger (ur. ok. 1600 w Haarlemie, zm. po 1645 tamże) – holenderski malarz barokowy.
Artysta związany z Haarlemem, specjalizował się w malowaniu martwych natur z kwiatami. W pierwszej połowie XVII wieku zdobył uznanie w rodzinnym mieście w czasie wielkiej popularności tulipanów. Wypracował własny styl odznaczający się silnymi kontrastami barw. Jego prace znajdują się między innymi we Frans Hals Museum w Haarlemie i Rijksmuseum w Amsterdamie.